# Vegliotisch
Vegliotisch war eine Varietät der ausgestorbenen ostromanischen dalmatischen Sprache im heutigen Kroatien. 1898 starb mit Tuone Udaina auf der Insel Krk (italienischer Name: Veglia) der letzte Sprecher, der das Vegliotische benutzt hatte. Spuren des Vegliotischen finden sich in dem heute auf Krk gesprochenen kroatischen Dialekt. Dort hatte sich das Kroatische im Laufe der Jahrhunderte durch den engen sprachlichen Kontakt der Kroaten mit dem dalmatischen Dialekt der Veglioten vermischt.